# Tripalmitin
Tripalmitin là một chất béo trung tính có nguồn gốc từ axit béo palmitic axit béo với công thức là C51H98O6 và khối lượng phân tử là 807,339 g/mol.